# Waleria Nabzdyk
Waleria Nabzdyk z domu Augustyn (ur. 26 września 1901 w Grabinie, zm. 5 lipca 1999 w Prudniku) – polska nauczycielka, działaczka społeczna, narodowa i oświatowa, ostatni żyjący powstaniec śląski, żołnierz AK, podporucznik Wojska Polskiego.

## Życiorys

### Wczesne życie
Urodziła się 26 września 1901 we wsi Grabina koło Prudnika jako czternaste dziecko Józefa Augustyna i matki Karoliny z domu Łukaszek. Józef był właścicielem gospodarstwa rolnego i miejscowej restauracji, wieloletnim sołtysem Grabiny, członkiem rady parafialnej, a także ławnikiem w sądzie w Prudniku. Pochodziła z polskiej, patriotycznej rodziny. W jej domu posługiwano się dialektem śląskim. Wspominała dom rodzinny: „Niemal każdą niedzielę wykorzystywał ojciec na uczenie nas języka polskiego, tj. czytania i pisania i dbał przy tym o poprawną wymowę. W czytaniu po polsku nie było trudności, bo książki do nabożeństwa mieliśmy tylko polskie, nadto nasz proboszcz ks. Koziołek na lekcji religii żądał od nas, abyśmy wysławiali się poprawnie po polsku, kazał nam czytać z książek polskich i sam wyrażał się dobrą polszczyzną”. W wieku 14 lat opuściła Grabinę i udała się w okolice Drezna, gdzie jej starszy o 23 lata brat był leśniczym. Następnie został przeniesiony w okolice Budziszyna, gdzie również udała się Waleria.

### Plebiscyt i powstanie śląskie
W czasie I wojny światowej uczęszczała do prywatnego seminarium nauczycielskiego „Hönen” we Wrocławiu. Po jego ukończeniu w 1919, przeniosła się do Bytomia. Zaangażowała się w pracę plebiscytową w siedzibie Polskiego Komisariatu Plebiscytowego w hotelu Lomnitz, równocześnie uczęszczając na kursy przygotowawcze dla polskich nauczycieli na Śląsku. 3 maja 1921, dzień po wybuchu III powstania śląskiego, miała wraz ze znajomą Karzanką z Walc wyjechać na kurs metodyczno-dydaktyczny do Krakowa. Do wyjazdu jednak nie doszło, ponieważ tego dnia Waleria i Karzanka za pośrednictwem Adama Napieralskiego wstąpiły do powstańczego oddziału. Pod Leśnicą dołączyły do podgrupy „Bogdan”. Przydzielono je jako sanitariuszki do oddziału sanitarnego baonu strzeleckiego. Waleria brała udział w walkach w Żyrowej, Rozwadzie, Strzebniowie i pod Gogolinem, a także w bitwie w rejonie Góry Świętej Anny oraz walkach o Kędzierzyn.

### Dwudziestolecie międzywojenne
Po zakończeniu powstania Waleria wróciła do Grabiny, po czym przebywała we Wrocławiu. Po powstaniu jej wieś pozostała w Niemczech, wobec czego przeniosła się do polskiej części regionu. Zdała polską maturę państwową w Mysłowicach. Zamieszkała w Katowicach. Podjęła pracę nauczycielską w Chwałowicach, następnie uczyła w Hajdukach Wielkich. Utrzymywała kontakt ze swoją rodziną pozostałą w okolicy Prudnika. W 1922 poznała swojego późniejszego męża, Stanisława Nabzdyka. W 1923 razem z ojcem i braćmi wstąpiła demonstracyjnie do Związku Polaków w Niemczech. Po wyjściu za mąż za Stanisława Nabzdyka 6 lipca 1926 odeszła z pracy z powodu ustawy celibatowej. Rozpoczęła działalność społeczną. Przewoziła do Grabiny polskie książki i gazety dla miejscowych Polaków. Wykorzystywano je jako pomoc do nauki w polskiej szkole prowadzonej w domu Jana Augustyna.

### II wojna światowa
Małżeństwo Nabzdyków miało ośmioro potomstwa, wychowywali również dzieci obce. Po rozpoczęciu II wojny światowej uciekła wraz z rodziną do Krakowa. Stanisław został aresztowany i wywieziony do obozu koncentracyjnego Dachau, a następnie przebywał w Sachsenhausen. Ostatecznie pracował przymusowo w Śląskich Zakładach Obuwniczych OTA Otmęt S.A. w Otmęcie. Waleria wstąpiła do Armii Krajowej. Ponieważ była odpowiedzialna za swoje dzieci, nie uczestniczyła w akcji zbrojnej AK. Zajęła się działalnością charytatywną, organizowała paczki dla więźniów, opiekowała się sierotami, prowadziła tajne nauczanie.

### Działalność społeczna w Prudniku

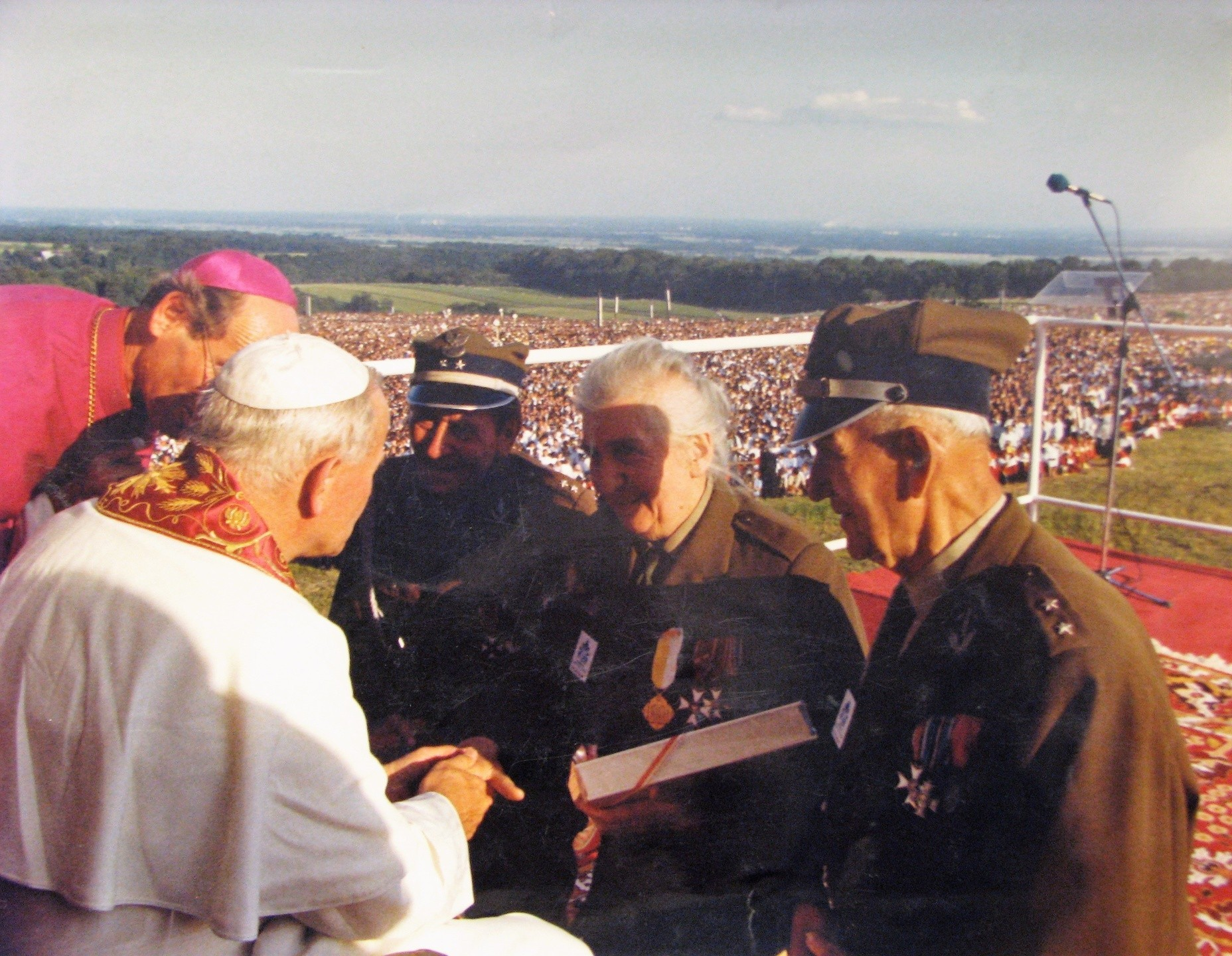
Waleria Nabzdyk wręcza w delegacji powstańców „Encyklopedię powstań śląskich” papieżowi Janowi Pawłowi II (Góra Świętej Anny, 21 czerwca 1983)

Po wojnie wraz z rodziną zamieszkała w Prudniku, w domu przy ul. Dąbrowskiego. Pracowała społecznie w komisji weryfikacyjnej w Prudniku. Za jej sprawą, w 1945 z obozu pracy w Łambinowicach zostali zwolnieni August Laks z Białej i jego nieletni syn. Współtworzyła polskie szkolnictwo w powiecie prudnickim wraz z mężem, który został pierwszym powiatowym inspektorem szkolnym w Prudniku. Uczyła na kursach repolonizacyjnych, działała w Związku Weteranów Powstań Śląskich. Założyła Towarzystwo Miłośników Ziemi Prudnickiej. Została honorowym prezesem Prudnickiego Towarzystwa Kultury. Gdy syn Nabzdyków, Zygmunt, wstąpił w 1949 do seminarium duchownego, rodzinę spotkały represje ze strony władzy komunistycznej. Po październiku 1956 wraz z mężem prowadziła akcję rewindykowania od państwa klasztoru franciszkanów w Prudniku-Lesie, gdzie w latach 1954–1955 więziony był prymas Stefan Wyszyński. Zwolniona w okresie stalinowskim, po odwilży październikowej wróciła do pracy w szkole, działalności kulturalnej i regionalnej. W latach 1957–1960 pracowała w Szkole Podstawowej nr 1 w Prudniku jako nauczycielka religii.
W 1974 została wpisana do pamiątkowej księgi „honorowych obywateli” Szkoły Podstawowej nr 3 im. Powstańców Śląskich w Prudniku. Po śmierci jej męża w 1977, do 1981 pracowała jako lektor języka niemieckiego w Seminarium Duchownym w Nysie. W początku lat 80. XX w. współpracowała z redakcją „Encyklopedii powstań śląskich”. Wymieniona została w przedmowie do tego dzieła wydanego w 1982 w Opolu . W 1983 znalazła się w delegacji powstańców śląskich, którzy na Górze Świętej Anny wręczyli Janowi Pawłowi II „Encyklopedię powstań śląskich”. Do 1988 była przewodniczącą komisji historycznej Związku Bojowników o Wolność i Demokrację.

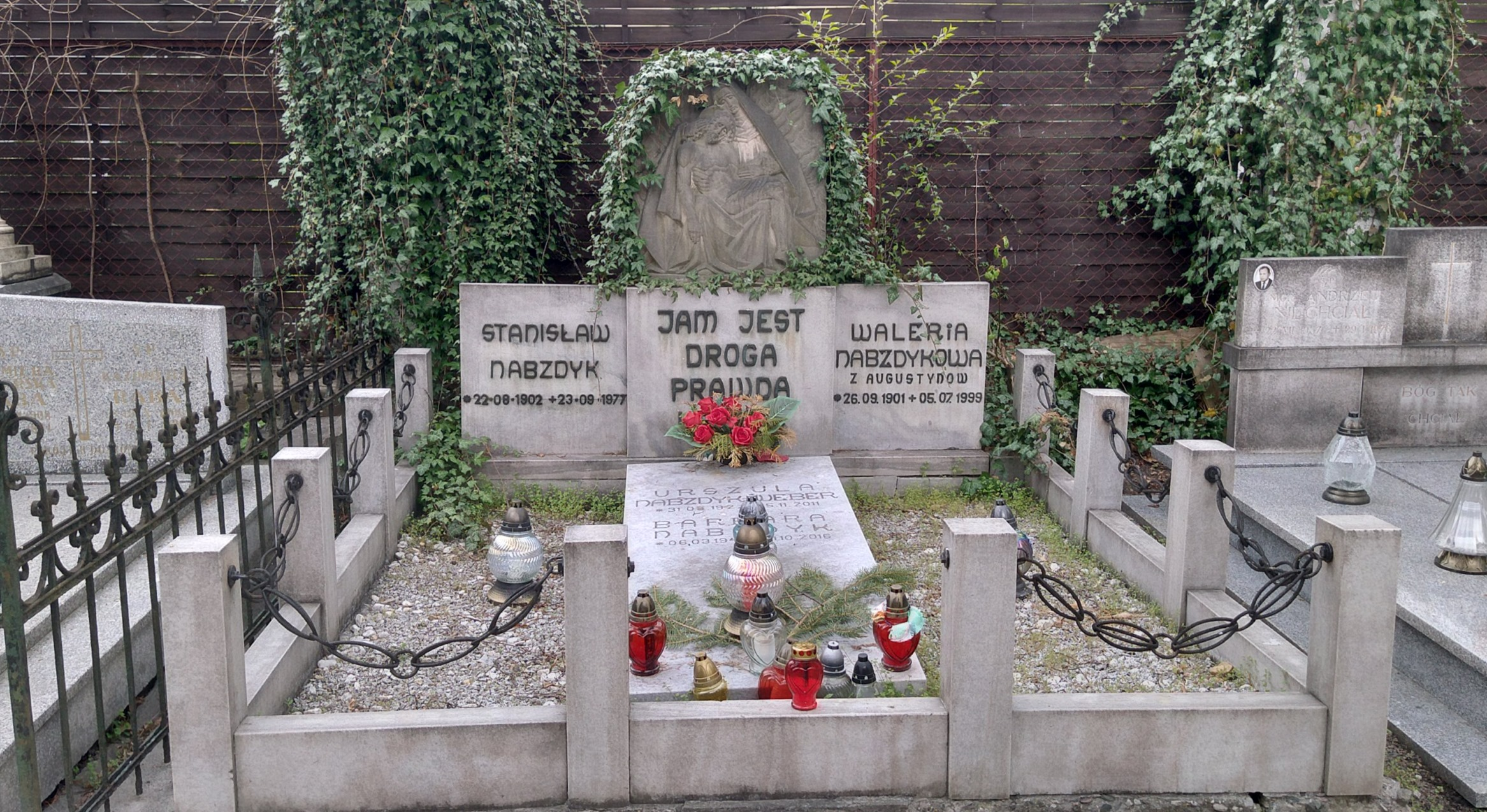
Grób Nabzdyków na cmentarzu komunalnym w Prudniku

W 1995 Rada Miejska w Prudniku przyznała jej pierwszy tytuł Honorowego Obywatela Gminy Prudnik. Była ostatnim żyjącym powstańcem śląskim. W 1999 wystąpiła w obronie szkoły w Grabinie przed planowaną likwidacją. Zmarła 5 lipca 1999 roku. 5 dni później została pochowana na cmentarzu komunalnym w Prudniku. W uroczystości pogrzebowej uczestniczyli m.in. marszałek województwa opolskiego Stanisław Jałowiecki i wicewojewoda opolski Jacek Suski, były wojewoda Ryszard Zembaczyński, delegacje Związku Kombatantów Rzeczypospolitej Polskiej i Byłych Więźniów Politycznych, Związku Górnośląskiego i Szkoły Podstawowej nr 3 w Prudniku, przedstawiciele prudnickiego samorządu powiatowego i gminnego, profesorowie Michał Lis i Franciszek Marek.

## Upamiętnienie

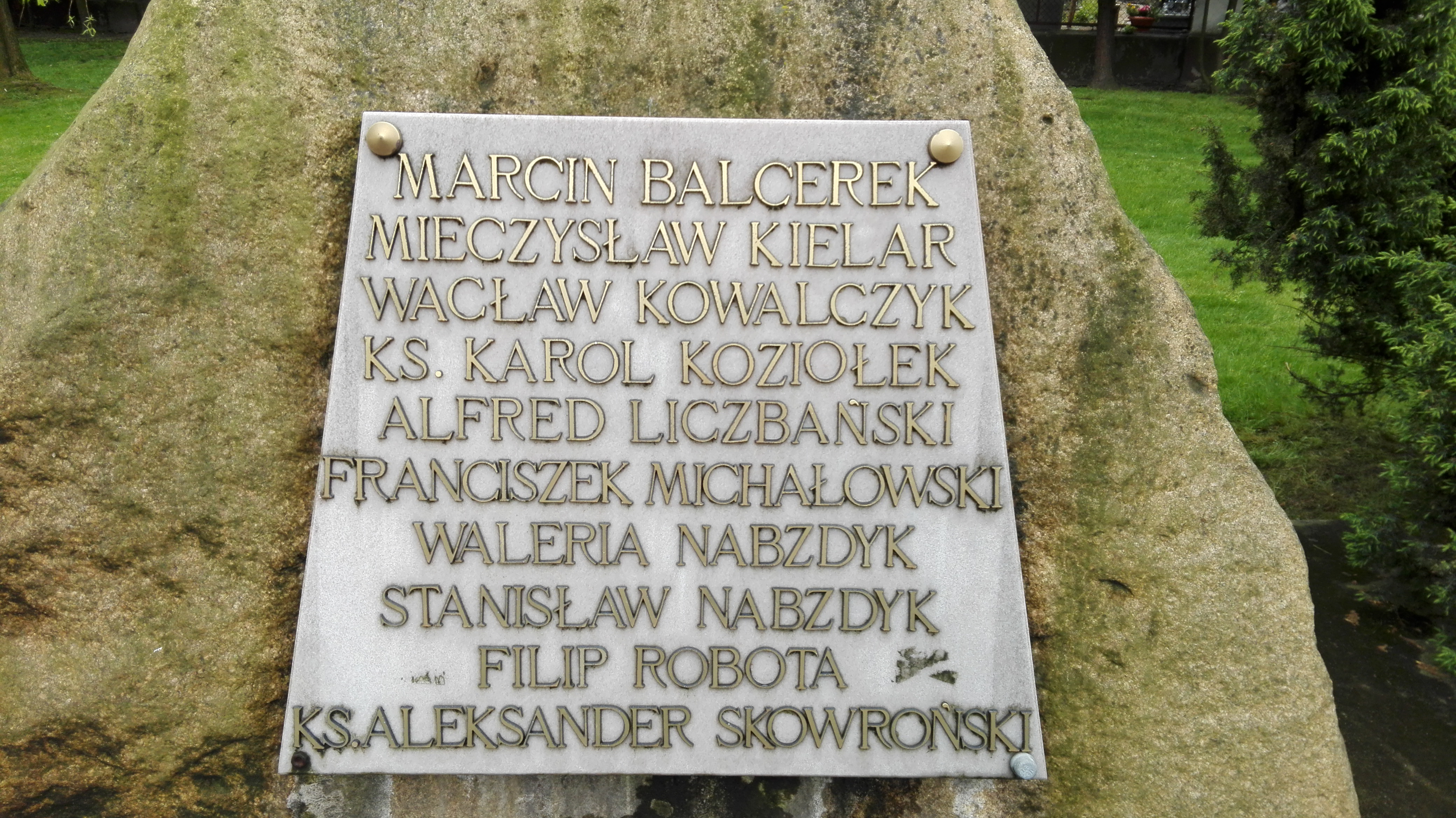
Głaz upamiętniający nauczycieli walczących o polskość Ziemi Prudnickiej

W 2001 w sanktuarium św. Józefa w Prudniku zamontowano tablicę upamiętniającą starania Walerii i Stanisława Nabzdyk o odzyskanie od państwa obiektu klasztoru franciszkanów. Na tablicy umieszczono napis: „Pamięci Stanisława i Walerii Nabzdyków zasłużonych mieszkańców Prudnika. Swoją zdecydowaną i ofiarną postawą przyczynili się do odzyskania po październiku 1956 r. tego kościoła i klasztoru. Tablicę umieszczono z okazji setnej rocznicy ich urodzin. Prudnik-Las 2001 r.”. Waleria i jej mąż Stanisław są wpisani na tablicę na Głazie upamiętniającym nauczycieli walczących o polskość Ziemi Prudnickiej w Prudniku.
W 2021 premierę miał przedstawiający życiorys Walerii Nabzdyk film dokumentalny Sanitariuszka, autorstwa Janiny Hajduk-Nijakowskiej. Imieniem Walerii Nabzdyk nazwano ulicę na Kolonii Karola Miarki w Prudniku.

## Nagrody i wyróżnienia
- Honorowy obywatel gminy Prudnik[27].
- Śląski Krzyż Powstańczy[9]
- Krzyżem Oficerskim i Kawalerskim Orderu Odrodzenia Polski[9]
- Śląska Nagroda im. Juliusza Ligonia (1984)[9]
- Nagroda Wojewódzka (1986)[9]
- Nagroda im. Karola Miarki (1990)[28]
- Nagroda im. ks. Aleksandra Skowrońskiego (1991)[9]
- Nagroda im. Wojciecha Korfantego nadana przez Związek Górnośląski (1996)[29]
- Krzyż „Pro Ecclesia et Pontifice”[14]
- Medal Rodła[12]